# LUC7L3
LUC7L3‏ (LUC7 like 3 pre-mRNA splicing factor) هوَ بروتين يُشَفر بواسطة جين LUC7L3 في الإنسان.
يُشفِّر هذا الجين بروتينًا مُفرط التعبير مرتبطًا بمقاومة السيسبلاتين (CROP). يحتوي النصف الطرفي الأميني من بروتين CROP على أنماط سيستين/هيستيدين وتكرارات شبيهة بسحاب الليوسين، بينما يكون النصف الطرفي الكربوكسيلي غنيًا ببقايا الأرجينين والجلوتامات (مجال RE) وبقايا الأرجينين والسرين (مجال RS). يتموضع هذا البروتين بنمط مُرقَّط في النواة، وقد يكون له دور في تكوين جسيم التضفير عبر مجالي RE وRS. وقد عُثر على نسختين مُتغايرتين من النسخ المُوصلة بشكل بديل تُشفِّران نفس البروتين لهذا الجين.